# Fórmulas visigóticas
Las fórmulas visigóticas son un conjunto de fórmulas jurídicas que se utilizaban en práctica judicial de la España visigoda y que han llegado hasta nuestros días. Se cree que reflejaban el Derecho realmente aplicado en aquella época, que frecuentemente no era el reflejado en los códices oficiales.
Son conocidas a través de una copia realizada por Ambrosio de Morales en el siglo XVI. Son cuarenta y seis fórmulas relativas a derecho privado. 
Se ha discutido si realmente tienen su origen en aquella época o si fueron redactadas más tardíamente.
- Datos: Q5872606